# Cilaus longinasus
Cilaus longinasus là một loài bướm đêm trong họ Crambidae. Chúng thuộc chi đơn loài Cilaus, thường phân bổ ở La Réunion.